# Emil Larsen
Emil Larsen (* 22. Juni 1991 in Kopenhagen) ist ein ehemaliger dänischer Fußballspieler und jetziger Scout.

## Karriere

### Verein
Sein Debüt in der ersten Mannschaft von Lyngby BK gab am ersten Spieltag in der zweiten dänischen Liga Larsen am 9. August 2009 im Spiel gegen den FC Fredericia, als in der 63. Minute für Anders Christiansen eingewechselt wurde und vier Minuten später den Siegtreffer zum 2:1 erzielte. Er war fortan Stammspieler und erzielte in weiteren 26 Spielen zehn Treffer. Am Ende stieg Lyngby BK in die Superliga, die erste dänischen Liga, auf.
Zu seinem Debüt in der Superliga kam er am 19. Juli 2010 bei der 2:4-Niederlage gegen Aalborg BK. Am Ende der Saison stand der Klassenerhalt. Larsen trug mit fünf Treffern in 24 Spielen zum Klassenerhalt bei.
Ab 2012 spielte er für Odense BK und ging Anfang 2016 in die Major League Soccer zur Columbus Crew.
Doch schon ein halbes Jahr später unterschrieb er einen Vertrag bei seinem ehemaligen Verein Lyngby BK. Wegen anhaltender Knieprobleme beendete der Mittelfeldspieler im Sommer 2017 seine aktive Karriere. Seitdem ist er als Scout für den Verein tätig.

### Nationalmannschaft
Seit 2007 spielt Larsen auch für dänische U-Nationalmannschaften. Larsen feierte am 8. April 2007 seinen Einstand für die U-16 Dänemarks, als er bei der 2:3-Niederlage gegen Georgien in der Anfangself stand und nach 64 Minuten durch Azad Corlu ersetzt wurde. Seinen zweiten und letzten Einsatz hatte er nur zwei Tage später, als er beim 2:2 gegen Portugal in der 41. Minute für Rasmus Lynge Christensen eingewechselt wurde.
Am 30. Juli 2007 gab Larsen im Zuge eines internordischen Turniers sein Debüt für die dänische U-17-Nationalmannschaft Dänemarks. Im nach Elfmeterschießen verlorenen Spiel gegen Belgien stand Larsen in der Anfangself und wurde nach 43 Minuten durch Kasper Hansen ersetzt. Für die U-17 kam er in 16 Spielen zum Einsatz; er erzielte einen Treffer. Mit Dänemark war Larsen auch bei der Qualifikation zur U-17-Fußball-Europameisterschaft 2009 dabei. Das Qualifikationsspiel am 24. März 2008, ebenfalls gegen Belgien sein letztes Länderspiel.
Sieben Monate danach spielte Larsen für die U-18. Sein Debüt feierte er am 28. Oktober 2008, als er beim 1:1-Unentschieden, gegen Frankreich, in der 59. Minute für Rasmus Lynge Christensen eingewechselt wurde. Für die U-18 kam Larsen in sieben Spielen zum Einsatz. Sein letztes Länderspiel machte er am 1. Mai 2009, als er gegen die Altersgenossen aus der Ukraine in der Anfangself stand und nach 73 Minuten durch Martin Braithwaite ersetzt wurde.
Am 18. August 2009 spielte Larsen zum ersten Mal für die U-19 Dänemarks. Beim 2:1-Sieg gegen Ungarn wurde Larsen in der 70. Minute für Bashkim Kadrii eingewechselt. Für die U-19 kam Larsen in 13 Spielen zum Einsatz und erzielte drei Tore. Zusammen mit der U-19 war Larsen auch bei der verpatzten Qualifikation zur U-19-Fußball-Europameisterschaft 2010 (nur der dritte Platz in der „Eliterunde“) aktiv. Das letzte Spiel in der Eliterunde am 30. Mai 2010 (3:4 gegen die Schweiz) war auch das letzte Spiel von Larsen für die U-19.
Am 10. August 2011 spielte Larsen nach mehr als einem Jahr wieder für eine U-Nationalmannschaft. An jenem Tag debütierte Larsen für die U-21-Nationalmannschaft Dänemarks, als er bei der 0:1-Niederlage, gegen Polen, in der Anfangself stand und nach 65 Minuten durch Christian Sørensen eingewechselt wurde.
Emil Laursen wurde am 13. Oktober 2012 erstmals für die A-Nationalelf nominiert, als Nationaltrainer Morten Olsen Larsen für das WM-Qualifikationsspiel gegen Italien aufbot.